# Hargupat
Hargupat - tytuł urzędnika w średniowiecznej Persji. Był to naczelnik administracji podatkowej, podlegający wuzurk framatarowi.